# Route européenne 008
Ne doit pas être confondu avec la route européenne 8, située en Norvège et en Finlande.
La route européenne 008 est une route reliant Douchanbé à la frontière chinoise.